# Xuxa Só para Baixinhos 2
Xuxa Só para Baixinhos 2 (também conhecido como XSPB 2) é o sexto álbum de vídeo e o vigésimo quarto álbum de estúdio da artista musical brasileira Xuxa, lançado em 5 de setembro de 2001 pela Som Livre. Este é o segundo álbum da coleção Xuxa Só para Baixinhos e foi produzido por Zé Henrique, com todas as versões escritas por Vanessa Alves. Na 3.ª edição do Grammy Latino, o projeto recebeu o prêmio de Álbum Infantil Latino do Ano.

## Turnê
Só Para Baixinhos: O Show foi a décima segunda turnê de Xuxa, baseada nos quatro primeiros volumes da série Só Para Baixinhos. A turnê passou por várias cidades do Brasil, incluindo Belo Horizonte, Vitória, Rio de Janeiro, Recife, Salvador, Porto Alegre, Maceió, São Luís, Natal e Goiânia. A ideia para essa turnê surgiu em 2000, após o lançamento do projeto XSPB, mas foi idealizada para 2001 e cancelada devido a um acidente nas gravações do Xuxa Park. Embora tenha marcado o retorno da apresentadora aos palcos, é uma turnê pouco conhecida pelo público. O cenário se assemelhava ao do projeto XSPB 2, com árvores e nuvens. A turnê começou em 9 de novembro de 2002 e terminou em dezembro do ano seguinte.

## Lista de faixas
| N.º            | Título                                                              | Compositor(es) | Duração |  |
| 1.             | "Chefinho Mandou" (Simon Says)                                      | Elliot Chiprut Versão: Vanessa Alves                                                                              | 2:21    |  |
| 2.             | "Dois Peixinhos" (Three Little Fishies)                             | Josephine Carringer Bernice Idins Versão: Vanessa Alves                                                           | 1:26    |  |
| 3.             | "Vem Que eu Vou te Ensinar" (The Hokey Pokey)                       | Cal Scott Versão: Vanessa Alves                                                                                   | 2:35    |  |
| 4.             | "O Ônibus" (The Wheels on The Bus)                                  | Matt Huesmann Versão: Vanessa Alves                                                                               | 1:29    |  |
| 5.             | "Cinco Macaquinhos" (Five Little Joeys)                             | M Cook J Fatt A Field G Page Versão: Vanessa Alves                                                                | 1:41    |  |
| 6.             | "Enquanto o Seu Lobo Não Vem" (Juguemos En El Bosque)               | Banegas Fermin Oscar Fuste Martinez Jose Versão: Vanessa Alves                                                    | 1:45    |  |
| 7.             | "Mexendo os Braços Com Teddy" (Move Your Arms Like Henry)           | P Field Versão: Vanessa Alves                                                                                     | 1:50    |  |
| 8.             | "Dançando Com o Txutxucão" (We're Dancing With Wags The Dog)        | M Cook J Fatt A Field G Page Versão: Vanessa Alves                                                                | 1:23    |  |
| 9.             | "Zoológico" (Zoo)                                                   | J. Levine Versão: Vanessa Alves                                                                                   | 1:34    |  |
| 10.            | "Dez Degraus" (I Climb Ten Stairs)                                  | M Cook J Fatt A Field G Page Versão: Vanessa Alves                                                                | 1:10    |  |
| 11.            | "Bate a Mão, Bate o Pé" (Clap)                                      | J. Levine Versão: Vanessa Alves                                                                                   | 1:38    |  |
| 12.            | "Laranjas e Bananas" (Apples and Bananas)                           | Raffi Ken Whiteley Versão: Vanessa Alves                                                                          | 1:40    |  |
| 13.            | "Pot-Pourri: Misturando as Cores / Onde Estão As Cores?"            | Vanessa Alves Zé Henrique "Misturando as Cores?" e Jim Rule Versão: Vanessa Alves, em "Onde Estão as Cores?       | 3:15    |  |
| 14.            | "Imaginação" (Pretend)                                              | J. Levine Versão: Vanessa Alves                                                                                   | 1:35    |  |
| 15.            | "Esticar" (Stretch)                                                 | J. Levine Versão: Vanessa Alves                                                                                   | 1:31    |  |
| 16.            | "Hum" (Hum)                                                         | J. Levine Versão: Vanessa Alves                                                                                   | 1:46    |  |
| 17.            | "The Alphabet Song"                                                 | Matt Huesmann Adaptação: Xuxa                                                                                     | 0:53    |  |
| 18.            | "Pot-Pourri Nacional: O Sapo Não Lava o Pé / Minhoca / O Coelhinho" | (D. P. Adaptação: Xuxa, em "O Sapo Não Lava o Pé" e "Minhoca" Duhilia Frazão Guimarães Madeira, em "O Coelhinho") | 2:39    |  |
| 19.            | "A Bonequinha"                                                      | D. P. Adaptação: Xuxa                                                                                             | 2:29    |  |
| 20.            | "Feche os Olhos" (Turn Around)                                      | Hap Palmer Versão: Vanessa Alves                                                                                  | 2:45    |  |
| Duração total: | Duração total:                                                      | Duração total: | 37:34   |  |

| VHS e DVD      |                                                                     |         |  |
| N.º            | Título                                                              | Duração |  |
| 1.             | "Introdução"                                                        | 1:46    |  |
| 2.             | "Chefinho Mandou" (Simon Says)                                      | 2:21    |  |
| 3.             | "Passagem (Números)"                                                | 0:20    |  |
| 4.             | "Dez Degraus" (I Climb Ten Stairs)                                  | 1:10    |  |
| 5.             | "Passagem (Cachorro comendo "Laranjas e Bananas")"                  | 0:20    |  |
| 6.             | "Laranjas e Bananas" (Apples and Bananas)                           | 1:40    |  |
| 7.             | "Passagem (Números)"                                                | 0:20    |  |
| 8.             | "Vem Que eu Vou te Ensinar" (The Hokey Pokey)                       | 2:35    |  |
| 9.             | "Passagem (Doce de Batata Doce)"                                    | 1:13    |  |
| 10.            | "Enquanto o Seu Lobo Não Vem" (Juguemos En El Bosque)               | 1:45    |  |
| 11.            | "Passagem (Números)"                                                | 0:20    |  |
| 12.            | "Dois Peixinhos" (Three Little Fishies)                             | 1:26    |  |
| 13.            | "Passagem (Cachorro Roqueiro)"                                      | 0:21    |  |
| 14.            | "Dançando com o Txutxucão" (We're Dancing With Wags The Dog)        | 1:23    |  |
| 15.            | "Passagem (A Gata)"                                                 | 0:41    |  |
| 16.            | "Zoológico" (Zoo)                                                   | 1:34    |  |
| 17.            | "Passagem (Números)"                                                | 0:28    |  |
| 18.            | "O Ônibus" (The Wheels on The Bus)                                  | 1:29    |  |
| 19.            | "Passagem (Cachorro Médico)"                                        | 0:10    |  |
| 20.            | "Cinco Macaquinhos" (Five Little Joeys)                             | 1:41    |  |
| 21.            | "Passagem (O Seu Tatu taí?)"                                        | 0:18    |  |
| 22.            | "Mexendo os Braços Com Teddy" (Move Your Arms Like Henry)           | 1:50    |  |
| 23.            | "Passagem (Números)"                                                | 0:20    |  |
| 24.            | "Pot-Pourri Nacional: O Sapo Não Lava o Pé / Minhoca / O Coelhinho" | 2:39    |  |
| 25.            | "Passagem (O Pinto e a Pinga)"                                      | 0:27    |  |
| 26.            | "Imaginação" (Pretend)                                              | 1:35    |  |
| 27.            | "Passagem (Aniversário do Cachorro)"                                | 0:20    |  |
| 28.            | "Bate a Mão, Bate o Pé" (Clap)                                      | 1:38    |  |
| 29.            | "Passagem (Lolipop)"                                                | 0:55    |  |
| 30.            | "The Alphabet Song"                                                 | 1:06    |  |
| 31.            | "Passagem (Números)"                                                | 0:20    |  |
| 32.            | "Pot-Pourri: Misturando as Cores / Onde Estão As Cores"             | 3:15    |  |
| 33.            | "Passagem (Rei Cachorro)"                                           | 0:20    |  |
| 34.            | "Esticar" (Stretch)                                                 | 1:31    |  |
| 35.            | "Passagem (Números)"                                                | 0:20    |  |
| 36.            | "Hum" (Hum)                                                         | 1:46    |  |
| 37.            | "Passagem (Números)"                                                | 0:20    |  |
| 38.            | "Feche os Olhos" (Turn Around)                                      | 2:45    |  |
| 39.            | "A Bonequinha"                                                      | 2:29    |  |
| 40.            | "Passagem (Números)"                                                | 0:35    |  |
| 41.            | "Créditos" (Dançando Com o Txutxucão (instrumental))                | 1:32    |  |
| 42.            | "Cinco Patinhos" (Five Little Ducks) (Faixa Bônus)                  | 1:30    |  |
| Duração total: | Duração total:                                                      | 51:21   |  |

## Créditos e equipe
- Direção Artística: Xuxa Meneghel
- Direção Geral: Marlene Mattos
- Produzido por: Zé Henrique
- Direção de Produção: Ângela Matos
- Assistente de Produção: Ana Paula Guimarães
- Versão: Vanessa Alves
- Gravado nos estúdios: Cinédia
- Direção: José Mario
- Diretor de Fotografia: Luiz Leal
- Coreografias: Fly
- Elenco: Vanessa Alves (rato rosa), Alexandra Richter (rato amarelo), Marcelo Torreão (rato azul)
- Figurinista: Marcelo Cavalcante
- Caracterização: Vavá Torres/ Mário Campioli
- Cabelos e Maquiagem: Edson Freitas
- Cenografia e Produção de Arte: Lueli Antunes
- Coordenador Técnico: Alfredo Campos
- Sonoplastia: Leonardo da Vinci
- Edição: Jorge Rui
- Ass. Pós Produção: Ana Paula Faria

- Baixo / Trombone de Boca / Txutxucão / Canguru / Vocais: Zé Henrique
- Teclados / Programação / Vocais: Val Martins
- Guitarra / Violão / Vocais: Sérgio Knust
- Bateria / Loops: Marcelão
- Banjo: Rick Ferreira
- Sax: Zé Canuto
- Cordas: Tutuca Borba
- Vocais e Direção de Coro Infantil: Alessandra Maia
- Vocais: Nina Pancevski
- Solo Vocal em "O Coelhinho": Victoria Mattos
- Voz Final em "O Coelhinho": Sasha Meneghel Sfazir
- Solo Vocal em "A Canção do Alfabeto": Kathleen Oliveira
- Coro / Animais em "Zoológico" e "Cinco Macaquinhos": Vanessa Alves
- Coro: Paquitas 2000
- Coro Infantil: Victoria Mattos, Guilherme Knust, Ian Maia, Pedro Patriolino, Verena Maia, Livia Barbarian e Gabriella de Carlo
- Ratinho Azul / Lobo Mau / Sapo: Marcelo Torreão
- Coro em "Enquanto o Seu Lobo Não Vem": Alexandra Richter
- Xuxinha: Marisa Leal
- Guto: Reinaldo Waisman
- Teddy, o Polvo: Sérgio Fortuna
- Preparação Vocal da Xuxa: Ângela de Castro

## Desempenho comercial
Na semana dos dias 1 a 7 de novembro de 2001, alcançou 1.ª posição da parada Hits, na versão que compilava os álbuns mais vendidos do Rio de Janeiro, de acordo com dados fornecidos pelo instituto Nelson Oliveira Pesquisa e Estudo de Mercado (NOPEM) e divulgados pela revista IstoÉ Gente. Já na medição realizada no estado de São Paulo, o projeto chegou até o terceiro lugar, na atualização de 20 a 26 de setembro. Foi o 2.º álbum mais comprado no Brasil em 2001, perdendo apenas para o Acústico MTV, de Roberto Carlos. A Pro-Música Brasil (PMB) certificou a versão em DVD como ouro e a em CD como platina tripla.
| País — Tabela musical (2001) | Posição de pico |
| ---------------------------- | --------------- |
| Brasil (HITS Rio de Janeiro) | 1               |
| Brasil (HITS São Paulo)      | 3               |

| País — Tabela musical (2001) | Posição |
| ---------------------------- | ------- |
| Brasil (Pro-Música Brasil)   | 2       |

| Região                                              | Certificação | Vendas   |
| --------------------------------------------------- | ------------ | -------- |
| Brasil (Pro-Música Brasil) DVD                      | Ouro         | 25,000*  |
| Brasil (Pro-Música Brasil)                          | 3× Platina   | 750,000* |
| *números de vendas baseados somente na certificação |              |          |

## Histórico de lançamento
| Região | Data                  | Formato(s) | Gravadora(s) | Referência(s) |
| ------ | --------------------- | ---------- | ------------ | ------------- |
| Brasil | 5 de setembro de 2001 | CD VHS     | Som Livre    |               |
| Brasil | 2001                  | DVD        | Som Livre    |               |